# Homolodromiidae
Die Homolodromiidae sind eine Familie ursprünglicher Krabben (Brachyura) und die einzige Familie in der Überfamilie Homolodromioidea. Sie sind Tiefseebewohner.

## Merkmale
Der Rückenpanzer (Carapax) ist länger als breit, relativ dünn und trägt auf der Oberseite Borsten. Die die Kiemen überdeckenden und die Kiemenhöhle bildenden Seitenwände des Carapax (Branchiostegit) sind nicht verkalkt. Die Augenhöhle ist kaum abgegrenzt. Das Maxilliped 3 ist fußförmig. Der Dactylus (Endglied) des Scherenbeins (Cheliped) schließt sich in eine Spalte des fixierten Fingers. Die Schreitbeine vier und fünf sind reduziert. Sie liegen schräg auf dem Rückenpanzer und sind aufwärts gerichtet und tragen am Ende eine Chela oder Subchela. Das Pleon besteht bei beiden Geschlechtern aus sieben Segmenten (Pleoniten). Die dritte bis fünfte Pleopode ist bei Männchen rudimentär, die kleine Uropode liegt bauchseitig und ist von oben nicht sichtbar.

## Lebensraum
Homolodromiidae besiedeln die Tiefsee in Tiefen zwischen 200 und 1000 m, eine Art wurde sogar in einer Tiefe von 2195 m nachgewiesen. Das Verbreitungsgebiet umfasst den östlichen Pazifik und westlichen Atlantik.

## Systematik
Zur Familie gehören zwei rezente Gattungen:
- Dicranodromia Milne-Edwards, 1880
- Homolodromia Milne-Edwards, 1880